# Bottleneck
Pour les articles homonymes, voir Bottleneck (homonymie).

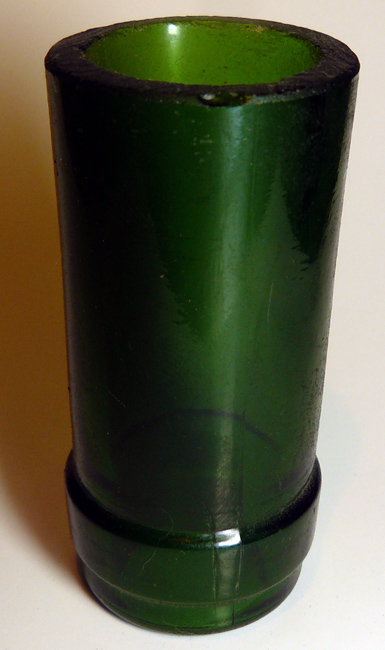
Bottleneck en verre, goulot issu d'une bouteille de vin Saint-Émilion scié et meulé au disque de diamant

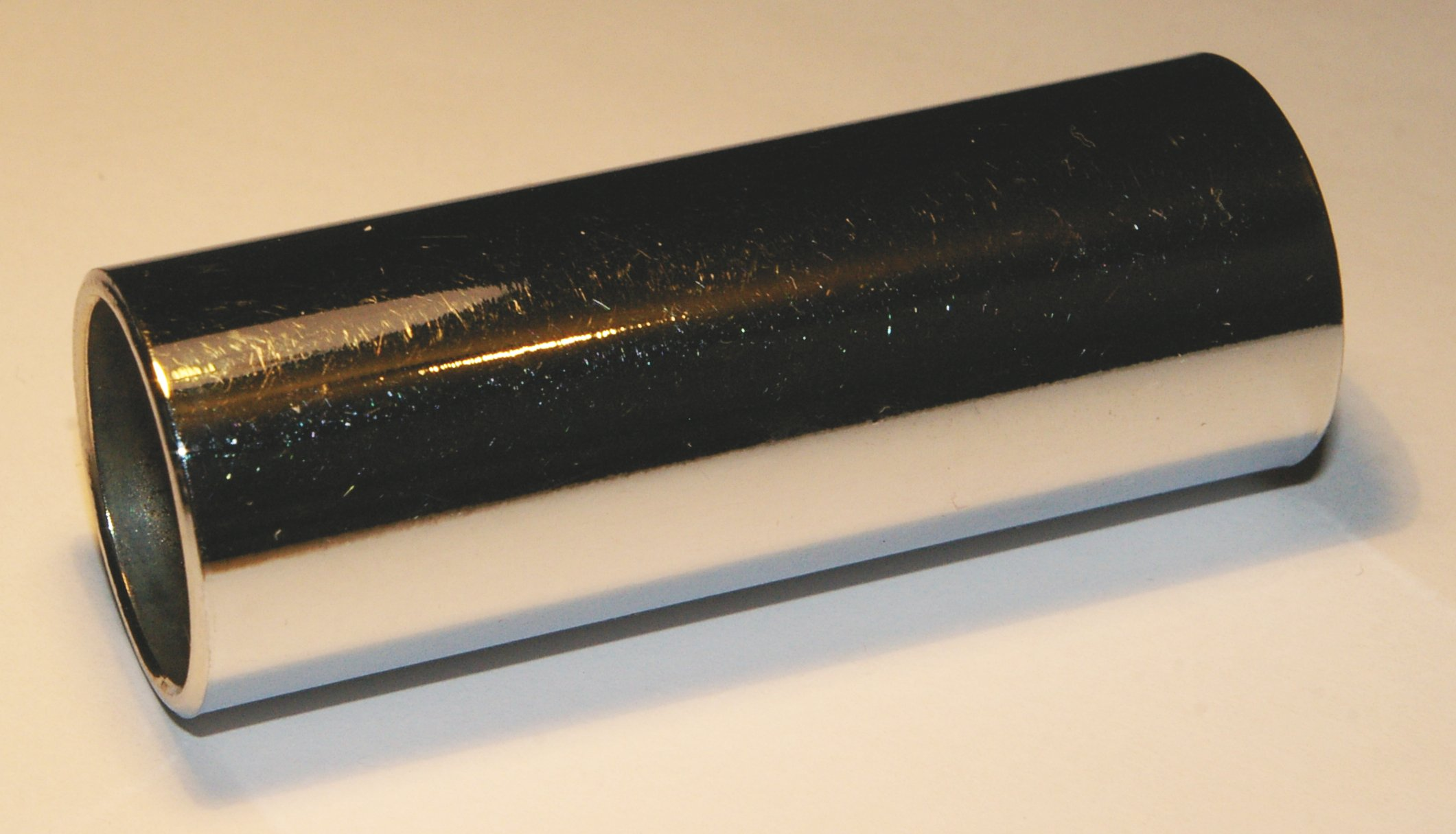
Bottleneck en métal appelé également "Slide guitar"

Un bottleneck est un tube de verre ou de métal dans lequel le guitariste glisse un doigt (parfois sur l'annulaire mais plutôt sur l'auriculaire) pour faire les accords sur le manche, donnant ainsi un son métallique, froid ou chaud selon la matière, spécifique au blues. Le bottleneck (le mot vient de l'anglais et signifie littéralement « goulot de bouteille ») était à l'origine un goulot de bouteille que le guitariste faisait glisser sur les cordes de sa guitare. Il existe également d'autres matières produisant un son spécifique, par exemple le Moonshine Slide, en céramique, fabriqué par Terri Lambert en Californie. Le modèle Joe Perry est quant à lui fabriqué en porcelaine.

## Technique
Pour obtenir une note juste, il faut le placer exactement au-dessus de la frette correspondant à la note désirée, celle-ci sera alors identique à la note frettée à la même case et la même corde. Il ne faut pas appuyer trop fort, le bottleneck doit glisser sur les cordes sans frotter sur les frettes de manière à éviter les bruits parasites. La principale difficulté du jeu en slide est la justesse des notes, un tout petit écart donnant des notes fausses.
Le bottleneck permet de jouer en slide c’est-à-dire en glissando. Dans ce cas, c'est la position où le bottleneck est posé sur la corde qui détermine la hauteur de la note. La corde n'est pas appuyée contre la touche et la frette ne joue donc pas de rôle. Le jeu au bottleneck permet d'obtenir des notes intermédiaires entre deux cases (notes qui ne sont autrement possibles que par bend). Pour obtenir la note correspondant à une case donnée, il faut positionner le bottleneck au-dessus de la frette correspondante, légèrement plus proche du chevalet.
Le bottleneck peut être utilisé aussi bien sur une guitare électrique que sur une guitare acoustique. Afin d'éviter un contact parasite des cordes contre les frettes, on règle généralement l'action assez haut. Certaines guitares semblent néanmoins particulièrement adaptées, notamment les guitares à résonateur (type Dobro ou National). Certains modèles ont d'ailleurs un manche de section carrée, n'étant pas destinés à un jeu classique. De plus, il existe des instruments (acoustiques ou électriques) destinés à la pratique du slide, comme les guitares hawaïennes, les lap-steel ou les guitares pedal steel.
La matière du bottleneck influe sur le son produit et il existe une large gamme de formes pour s'adapter à l'anatomie et au jeu du guitariste, ainsi qu'à la légère courbure transversale du manche. Porté à l'annulaire ou à l'auriculaire, il permet au guitariste de continuer à utiliser ses autres doigts de manière traditionnelle et d'alterner ainsi le type de jeu. L'accordage de la guitare est par ailleurs fréquemment modifié afin de permettre de jouer des accords avec le bottleneck (cf. accord ouvert).
Certains joueurs de blues utilisaient une variante du bottleneck appelée hambone (os de jambon), qui consiste en un fémur de porc évidé, qui, passé à l'auriculaire, permet de faire des glissando.

Position du bottleneck
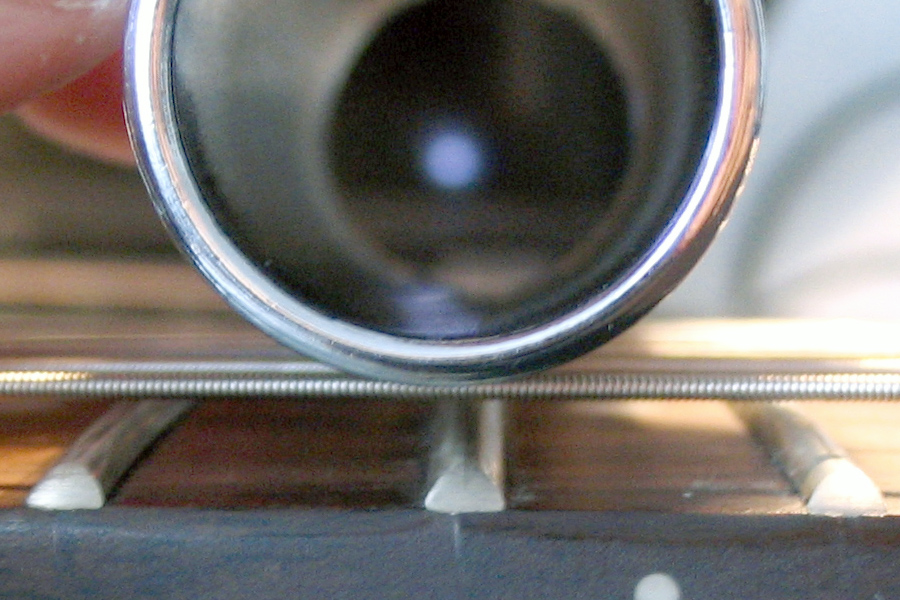
Utilisation correcte du bottleneck. Il ne fait que toucher les cordes qui n'ont aucun contact avec la frette. Pour les besoins de la photo, les doigts ne sont pas présents mais devraient amortir les cordes sur la partie du manche comprise entre le bottleneck et la tête de la guitare.
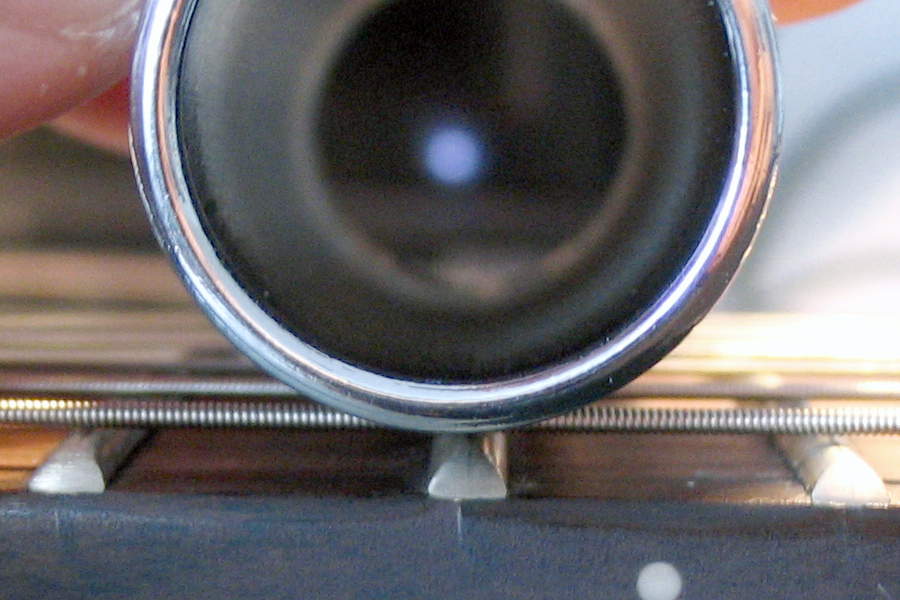
Mauvaise position du bottleneck avec trop de pression engendrant un contact entre les cordes, la frette ou la touche. Un bruit parasite se produira lors du jeu.

## Différents types d'accordage
Les différents types d'accordages pour jouer avec un bottleneck :
- open A : E A E A C# E ;
- open C : C G C G C E ;
- open C  minor : C G C G C D# ;
- open D : D A D F# A D ;
- open D minor : D A D F A D ;
- open D sus4 : D A D G A D ;
- open E : E B E G# B E ;
- open E minor : E B E G B E ;
- open E sus11 : E A E G B E ;
- open F : F A C F C F ;
- open G : D G D G B D ;
- open classic : E A D G B E ;
- open pentatonique mineure en la : A C D E G A.

## Guitaristes

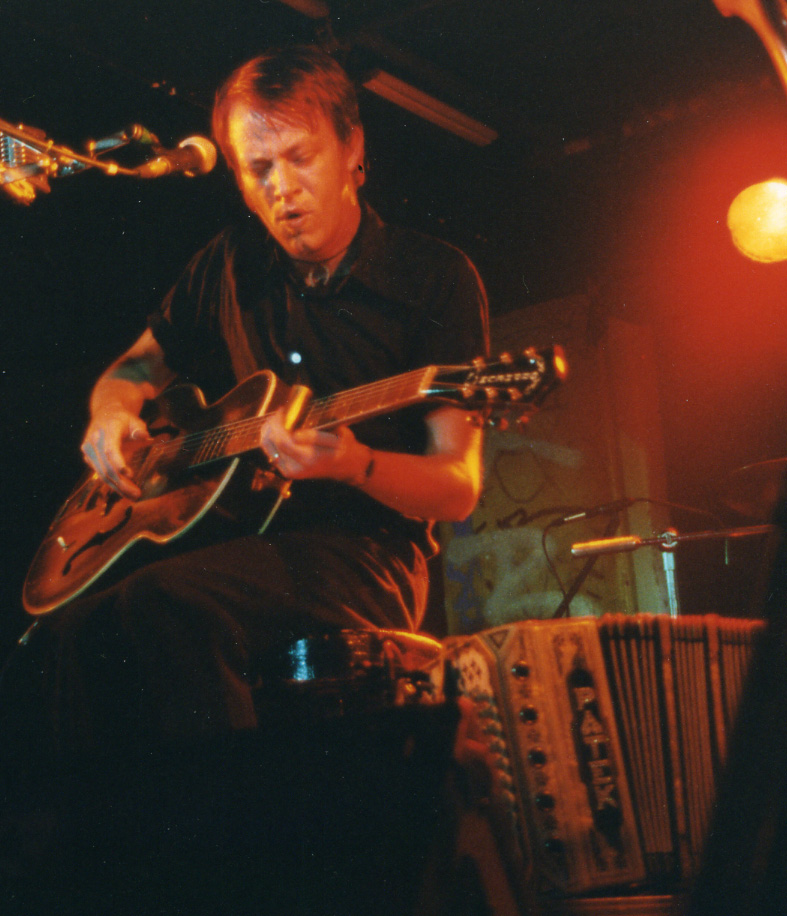
David Eugene Edwards des 16 Horsepower avec un bottleneck.

Même si beaucoup de guitaristes rock et blues ont utilisé le bottleneck occasionnellement, certains (particulièrement dans le blues et le rock sudiste) sont devenus de véritables spécialistes du genre. On peut citer par exemple :
- Alan Wilson (Canned Heat) ;
- Ben Harper ;
- Billy Gibbons (ZZ Top) ;
- Bjorn Berge ;
- Blind Willie Johnson ;
- Bob Brozman ;
- Bonnie Raitt ;
- Bonny B. ;
- Brian Jones (The Rolling Stones) ;
- Chris Rea ;
- Chris Spedding ;
- David Gilmour (Pink Floyd) ;
- David Lindley ;
- Derek Trucks (The Allman Brothers Band) ;
- Duane Allman (The Allman Brothers Band) ;
- Ed King (Lynyrd Skynyrd) ;
- Elmore James ;
- Eric Clapton ;
- Eric Sardinas ;
- Fred Voléon ;
- Gary Rossington (Lynyrd Skynyrd) ;
- George Harrison My_Sweet_Lord & ainsi que toute sa discographie solo;

- George Thorogood ;
- Jack White (The White Stripes) ;
- Jerry Garcia ;
- Jimmy Page (Led Zeppelin) ;
- Joe Perry (Aerosmith) ;
- John Butler ;
- John Squire (Stone Roses) ;
- Johnny Winter ;
- Kim Deschamps (a joué entre autres avec Cowboy Junkies)
- Leo Kottke ;
- Lowell George (Little Feat) ;
- Magic Buck ;
- Mark Knopfler (Dire Straits) ;
- Michael Jones ;
- Mick Taylor (The Rolling Stones) ;
- Mike Oldfield ;
- Mississippi Fred McDowell ;
- Muddy Waters ;
- Paul Barrere (Little Feat) ;
- Robby Krieger (The Doors) ;
- Robert Johnson ;
- Ron Wood (The Rolling Stones) ;
- Rory Gallagher ;
- Roy Rogers (en) ;
- Ry Cooder ;
- Sam Mitchell ;
- Seasick Steve ;
- Slash (Guns N' Roses) ;
- Sol Hoʻopiʻi ;
- Son House ;
- Sonny Landreth ;
- Steve Gaines (Lynyrd Skynyrd) ;
- Steve Hill ;
- Steve Howe
- Tampa Red ;
- Warren Haynes (The Allman Brothers Band / Gov't Mule).